# فرنسيس كرايغ
فرنسيس كرايغ (بالإنجليزية: Francis Craig)‏ هو كاتب أغاني وملحن أمريكي، ولد في 10 سبتمبر 1900، وتوفي في 19 نوفمبر 1966.

## وصلات خارجية
- فرنسيس كرايغ على موقع IMDb (الإنجليزية)
- فرنسيس كرايغ على موقع ميوزك برينز (الإنجليزية)
- فرنسيس كرايغ على موقع ديسكوغز (الإنجليزية)